# Lino Garavaglia
Lino Esterino Garavaglia (ur. 9 września 1927 w Mesero, zm. 12 czerwca 2020 w Cesenie) – włoski duchowny rzymskokatolicki, w latach 1991–2003 biskup Cesena-Sarsina.

## Życiorys
15 sierpnia 1951 złożył franciszkańskie śluby zakonne. Święcenia kapłańskie przyjął 5 grudnia 1954. 11 lutego 1986 został mianowany koadiutorem diecezji Tivoli. Sakrę biskupią otrzymał 8 marca 1986. 25 czerwca 1987 objął urząd ordynariusza. 25 marca 1991 został mianowany biskupem Cesena-Sarsina. 3 grudnia 2003 przeszedł na emeryturę.